# Malin Appelgren
Malin Appelgren, född 15 april 1969 i Stockholm, är en tidigare svensk kristdemokratisk politiker.
Appelgren var kommunalråd i Solna stad mellan 2008 och 2014 med ansvar för äldreomsorg och omsorg om personer med funktionsnedsättning. Hon efterträddes av Samuel Klippfalk. 
Appelgren var även ledamot i Solna kommunstyrelse och kommunfullmäktige. Hon var förste vice ordförande i Kristdemokraterna i Stockholms län 2006–2008 samt ordförande 2011–2012.
Sedan 2014 har Appelgren varit verksam i företag inom omsorgsbranschen. 2014-2016 var hon vice verkställande direktör för Silver Life AB och sedan 2016 som tillväxtchef på Ambea.